# Economia de Barbados
Des de la independència del país insular el 1966, l'economia de Barbados s'ha transformat d'una economia de baixos ingressos dependent de la producció de sucre a una economia d'alts ingressos basada en el turisme i el sector offshore.
Barbados és el país més ric i més desenvolupat del Carib Oriental i té una de les rendes per capita més altes d'Amèrica.
Durant el segle xx el cultiu de sucre i la producció de rom i melassa va esdevenir el més important motor de l'economia de l'illa. Amb l'explosió recent del turisme, es va produir una reorientació de l'activitat. Ara manté un sistema molt depenent dels Estats Units i Europa que són els llocs de procedència de la majoria dels turistes, la qual cosa afebleix la seva economia en els períodes de contenció als països d'origen.
Barbados va entrar en una profunda recessió a la dècada de 1990. Després d'un procés de reajustament de la despesa, l'economia va començar a créixer de nou el 1993. Les taxes de creixement han estat de mitjana entre el 3% -5% des de llavors. Els tres principals motors econòmics del país són: el turisme, el sector empresarial internacional i la inversió estrangera directa. Aquests estan recolzats en part per Barbados que opera com una economia impulsada pels serveis i un centre de negocis internacional. El país va sofrir els efectes de la recessió econòmica de 2009 que va disminuir el nombre de visitants, i la deute públic va arribar a 106% del PIB.
El juny de 2018, Barbados va anunciar l'impagament dels seus bons, després de revelar que el seu deute ascendia a 7.500 milions de dòlars (la quarta ràtio de deute/PIB més alta del món).